# Утакмице фудбалске репрезентације Мађарске 1965.
| Домаћин | Гост |

Фудбалска репрезентација Мађарске је током 1965. године одиграла шест званичних утакмица, од којих су четири биле за пласман на Светско првенство у фудбалу 1966. које се одржавало у Лондону. Мађарска је била у квалификационој групи заједно са Источном Немачком и Аустријом као чланице Европске групе 6. Мађарска је у Лајпцигу ремизирала са Источном Немачком 1 : 1, а све остале утакмице мађарски тим је успешно добио.
Вредна помена су и две пријатељске утакмице. Енглеска је на свом терену савладала селекцију Мађарске, први пут после 29 година, са скромних 1 : 0. Енглеска је годину дана касније освојила Светско првенство. Други противник била је Италија, коју је мађарски тим савладао у Будимпешти са 2 : 1. У овом италијанском тиму већ су били будући шампиони Европе за 1968. годину, Ђачинто Факети, Роберт Росато, Сандро Мацола, Ђани Ривера и Луиђи Рива.
Савезни селектор националног тима у овом периоду је био:
- Лајош Бароти

## Утакмице
| Енглеска   | 1 : 0 (1 : 0) | Мађарска |
| ---------- | ------------- | -------- |
| Грејвс 17’ | Извештај      |          |

| Источна Немачка | 1 : 1 (1 : 1) | Мађарска |
| --------------- | ------------- | -------- |
| Фогел 17’       | Извештај      | 27’ Бене |

| Аустрија | 0 : 1 (0 : 1) | Мађарска    |
| -------- | ------------- | ----------- |
|          | Извештај      | 44’ Фењвеши |

| Мађарска              | 2 : 1 (1 : 0) | Италија       |
| --------------------- | ------------- | ------------- |
| Алберт 37’ · Бене 81’ | Извештај      | 46’ С. Мацола |

| Мађарска                                  | 3 : 0 (2 : 0) | Аустрија |
| ----------------------------------------- | ------------- | -------- |
| Фаркаш 4’ · Фењвеши 36’ · Месељ 70’ (пен) | Извештај      |          |

| Мађарска                            | 3 : 2 (1 : 1) | Источна Немачка |
| ----------------------------------- | ------------- | --------------- |
| Ракоши 40’ · Новак 53’ · Фаркаш 80’ | Извештај      | 30’ 72’ П. Дуке |

## Голгетери у 1965.
| - Ференц Бене - Мате Фењвеши - Флоријан Алберт - Јанош Фаркаш - Калман Месељ - Ђула Ракоши |

## Извори и спољашње везе
- Dénes Tamás-Rochy Zoltán. A 700. után. Rochy és Társa. ISBN 963-04-7169-8.
- Rejtő László – Lukács László – Szepesi György: Felejthetetlen 90 percek. Budapest: Sportkiadó. 1977.  963-253-501-4
- Све утакмице репрезентације Мађарске
- Репрезентација Мађарске на фудбалској бази података
- Утакмице репрезентације Мађарске (1965)